# Henry Russell (atleta)
Henry Russell   (Buffalo, 15 de desembre de 1904 - West Chester, 9 de novembre de 1986) va ser un atleta estatunidenc, especialista en curses de velocitat, que va competir durant la dècada de 1920.
El 1928 va prendre part en els Jocs Olímpics d'Amsterdam, on va disputar dues proves del programa d'atletisme. Guanyà la medalla d'or en la competició dels 4x100 metres relleus, formant equip amb Frank Wykoff, Jimmy Quinn i Charles Borah, mentre en els 100 metres quedà eliminat en sèries.
Mentre estudià a la Cornell University guanyà els campionats de l'IC4A de 100 iardes de 1926 i el de 220 iardes de 1925 i 1926.

## Millors marques
- 100 metres llisos. 10.7" (1928)
- 200 metres llisos. 21.4" (1926)
- 4x100 metres relleus. 41.0" (1928)[1][2]